# Antarchaea heliriusalis
Antarchaea heliriusalis är en fjärilsart som beskrevs av Walker 1858. Antarchaea heliriusalis ingår i släktet Antarchaea och familjen nattflyn. Inga underarter finns listade i Catalogue of Life.